# Коссоине
Коссои́не (итал. Cossoine) — коммуна в Италии, располагается в регионе Сардиния, в провинции Сассари.
Население составляет 928 человек (2008 г.), плотность населения составляет 24 чел./км². Занимает площадь 39 км². Почтовый индекс — 7010. Телефонный код — 079.
Покровителем населённого пункта считается святой Santa Chiara.

## Демография
Динамика населения:

## Администрация коммуны
- Официальный сайт: